# Episodi di Law & Order: UK (quinta stagione)
La quinta stagione della serie televisiva Law & Order - UK è stata trasmessa sul canale inglese ITV dal 10 luglio al 14 agosto 2011.
In Italia, la stagione è andata in onda in anteprima assoluta sul canale satellitare Fox Crime dal 13 marzo al 17 aprile 2012.
| nº | Titolo originale | Titolo italiano  | Prima TV UK    | Prima TV Italia |
| -- | ---------------- | ---------------- | -------------- | --------------- |
| 1  | The Wrong Man    | L'uomo sbagliato | 10 luglio 2011 | 13 marzo 2012   |
| 2  | Safe             | Al sicuro        | 17 luglio 2011 | 20 marzo 2012   |
| 3  | Crush            | Una sbandata     | 24 luglio 2011 | 27 marzo 2012   |
| 4  | Tick Tock        | Tic tac          | 31 luglio 2011 | 3 aprile 2012   |
| 5  | Intent           | L'intento        | 7 agosto 2011  | 10 aprile 2012  |
| 6  | Deal             | L'accordo        | 14 agosto 2011 | 17 aprile 2012  |

## L'uomo sbagliato
- Titolo originale: The Wrong Man
- Diretto da: Marisol Adler
- Scritto da: Debbie O'Malley (sceneggiatura)

### Trama
La diciottenne Suzanne Morton muore in circostanze misteriose in un affollato reparto ospedaliero. Suo padre chiede l'aiuto di Brooks e Devlin per scoprire cosa ha causato la sua morte. Scoprono che il pronto soccorso in cui è stata curata ha avuto tre morti premature in sei mesi, e che la sua morte potrebbe essere stata causata da una reazione tra i farmaci che le erano stati somministrati e quelli che stava assumendo in quel momento. Brooks e Devlin sospettano del dottor Grant, noto per averla curata quella sera. Le cose però si complicano quando si scopre che metà cartella clinica della paziente è scomparsa, il rapporto della notte in questione è stato falsificato e il sospettato ha acquistato un biglietto di sola andata per il Belgio. Brooks e Devlin raggiungono il loro sospettato, solo per svelare una rete di bugie che coinvolge un finto medico, un'infermiera del triage che è stata pagata per tacere e un medico rispettato con una storia di abuso di alcol che è stato segretamente dipendente dalla codeina per tre anni. Il procuratore senior della corona Jake Thorne deve decidere chi perseguire per ottenere giustizia per la morte di Suzanne.
- La sceneggiatura di questo episodio si basa su Prescrizione mortale (episodio 1x01 di Law & Order - I due volti della giustizia), scritto da Ed Zuckerman e David Black.

## Al sicuro
- Titolo originale: Safe
- Diretto da: Julian Holmes
- Scritto da: Emilia di Girolamo (sceneggiatura)

### Trama
Quando Kayla Stark riferisce che suo figlio di due anni, Ryan, è stato rapito su una giostra nella strada principale, Brooks e Devlin sospettano che il responsabile possa essere l'ex fidanzato di Kayla, che è anche il padre del bambino. Tuttavia, dopo aver esaminato le riprese delle telecamere, i detective scoprono che il bambino non è mai stato sulla giostra e che il passeggino che Kayla stava spingendo in quel momento era vuoto. I sospetti si spostano quindi sull'attuale partner di Kayla, e quando il bambino viene trovato morto nell'armadio del suo appartamento, Brooks e Devlin credono di avere il loro uomo. Tuttavia, senza alcuna prova che dimostri se Kayla o il suo ragazzo abbiano ucciso Ryan, Thorne e Phillips devono decidere quale colpevole perseguire.
- La sceneggiatura di questo episodio si basa su Rachel (episodio 6x08 di Law & Order - I due volti della giustizia), scritto da Michael S. Chernuchin e Janis Diamond.

## Una sbandata
- Titolo originale: Crush
- Diretto da: Mat King
- Scritto da: Nicholas Hicks-Beach (sceneggiatura)

### Trama
Un'escort della Repubblica Ceca viene trovata pugnalata a morte nella sua camera d'albergo; Brooks e Devlin sospettano immediatamente un caso di ricatto, quando sul comodino della donna vengono trovati 4.000 sterline e un registro dei pagamenti. I sospetti cadono sul portiere dell'hotel, che in quel momento era comodamente fuori dall'edificio, ma viene alla luce una relazione segreta tra un rispettato medico e l'escort. Questo porta Thorne e Phillips a credere che la moglie gelosa del medico fosse disposta a tutto pur di incastrarlo, poiché l'uomo aveva contratto dall'escort una malattia sessualmente trasmissibile che a sua volta aveva trasmesso alla moglie, allora incinta, e che aveva portato alla nascita di un figlio con danni cerebrali.
- La sceneggiatura di questo episodio si basa su Umiliazione (episodio 6x07 di Law & Order - I due volti della giustizia), scritto da Michael S. Chernuchin e Barry M. Schkolnick.

## Tic tac
- Titolo originale: Tick Tock
- Diretto da: Mark Everest
- Scritto da: Richard Stokes (sceneggiatura)

### Trama
Mentre indagano sull'omicidio per arma da fuoco di due passanti innocenti in una discoteca locale, la notte di Brooks e Devlin va di male in peggio quando si rendono conto di avere tra le mani un possibile sequestro di ostaggi. In seguito vengono chiamati per una terza vittima: il commesso di un negozio di alcolici locali, ucciso da una coppia di ladri che indossavano maschere di gomma. Quando viene ritrovato un quarto corpo, quello del proprietario della discoteca, i sospetti ricadono su Andy Bishop, un veterano della guerra in Iraq mentalmente instabile, e quando la squadra finalmente raggiunge Andy, le cose prendono una piega terribile quando Andy viene ucciso da un proiettile sparato dalla sua ragazza. Quando il caso arriva al processo, la corte deve decidere se considerare la donna una vittima terrorizzata che ha ucciso il suo aggressore o una partecipante consenziente ai crimini.
- La sceneggiatura di questo episodio si basa su Rapita (episodio 6x05 di Law & Order - I due volti della giustizia), scritto da Ed Zuckerman e Morgan Gendel.

## L'intento
- Titolo originale: Intent
- Diretto da: Julian Holmes
- Scritto da: Debbie O'Malley (sceneggiatura)

### Trama
Una governante arriva e trova i suoi datori di lavoro morti, Brooks e Devlin iniziano un'indagine sull'omicidio di David ed Elaine Lerner, che si erano trasferiti nella casa solo sei mesi prima e l'avevano trasformata nella casa dei loro sogni per quando sarebbero andati in pensione. Quando faticano a trovare un movente per l'omicidio, la loro linea di indagine si sposta presto sui precedenti proprietari della casa, l'ex marito e moglie Camilla Mallon e Lucas Boyd, dopo aver scoperto che diversi anni fa facevano parte di un'importante truffa sui fondi speculativi. Quando le riprese delle telecamere collocano Boyd nella zona al momento dell'omicidio, scoprono che le sue impronte digitali corrispondono a quelle trovate nel sangue di Elaine. Boyd, ubriaco al volante della sua macchina, si è schiantato con il veicolo mentre girava un angolo, ha sbattuto la testa, è tornato per errore alla sua vecchia casa e ha pugnalato brutalmente i Lerner. Thorne e Phillips insistono per un'accusa di omicidio, mentre si confrontano con la vecchia mentore di Jake, Margaret Rumsfield, che sostiene che l'accusato dovrebbe affrontare solo l'accusa di omicidio colposo.
- Guest star: Anna Wilson-Jones (Camilla Mallon), Samuel West (Lucas Boyd), Jill Baker (Margaret Rumsfield).
- La sceneggiatura di questo episodio si basa su Il figlio adottivo (episodio 5x18 di Law & Order - I due volti della giustizia), scritto da Jeremy R. Littman e Suzanne O'Malley.

## L'accordo
- Titolo originale: Deal
- Diretto da: Andy Goddard
- Scritto da: Emilia di Girolamo

### Trama
Lia Brown, madre di un figlio, viene trovata uccisa nel suo letto, i sospetti ricadono immediatamente sul suo ragazzo, che lotta con la sclerosi multipla e deve assumere cannabis medicinale per curare la sua condizione. Tuttavia, quando si scopre che il proiettile è stato sparato da oltre 100 metri di distanza, Kaden Blake, il figlio tredicenne di un noto tossicodipendente, entra in prima linea. Afferma che gli è stato detto di uccidere il suo amico Chayse Wade, e che quando ha sparato per la prima volta, ha mancato Chase e il proiettile è volato in aria e nell'appartamento di Lia, uccidendola. Quando si scopre che era sotto le istruzioni di Mark Ellis, un criminale di lunga data e noto spacciatore, che la polizia in precedenza non era riuscita a consegnare alla giustizia, Jake e Alesha offrono a Kaden una pena ridotta per consegnare Ellis alla giustizia. Presto si scopre che la madre di Kaden, dipendente dal crack, ha venduto suo figlio a Ellis in cambio di droghe gratuite, e che Ellis aveva torturato il ragazzo e gli aveva fatto svolgere commissioni illegali. Ellis viene presto portato in tribunale e giudicato colpevole di detenzione illegale, possesso di droghe di classe A e lesioni aggravate. Anche Kaden viene condannato in un istituto per giovani delinquenti, ma dopo essere stato rilasciato dal tribunale, si ritrova nel mirino di un uomo armato alla guida di un fuoristrada 4x4. Devlin riesce a individuare l'uomo armato e, nel tentativo di salvare Kaden, prende un proiettile per lui.
- Guest star: Tracy Gardener (Lia Brown), Jamie Cummings (Kaden Blake), Ramone Morgan (Chayse Wade), Charles Mnene (Mark Ellis).
- La sceneggiatura di questo episodio si basa su Schiavo (episodio 6x19 di Law & Order - I due volti della giustizia), scritto da Elaine Loeser e René Balcer.